# Cyril Hinshelwood
Cyril Norman Hinshelwood, Cyril Hinshelwood (ur. 19 czerwca 1897 w Londynie, zm. 9 października 1967 tamże) – brytyjski chemik, laureat Nagrody Nobla w dziedzinie chemii za rok 1956.

## Życiorys
Był londyńczykiem. Kształcił się na Uniwersytecie w Oksfordzie, gdzie w 1920 roku uzyskał status samodzielnego pracownika naukowego (ang. fellowship), a w 1924 doktorat. Zajmował się głównie kinetyką reakcji chemicznych. W 1926 opublikował na ten temat pracę, za którą w 1956 roku otrzymał Nagrodę Nobla w dziedzinie chemii, wspólnie z Nikołajem Siemionowem. Później zajmował się kinetyką reakcji zachodzących w komórkach bakteryjnych. Był także bardzo bliski wyjaśnienia funkcji DNA, przed opublikowaniem przez Watsona i Cricka swoich prac. W 1937 Hinshelwood objął prestiżową katedrę chemii w Oksfordzie. 
W 1948 nadano mu brytyjski tytuł szlachecki.
Oprócz chemii interesował się także lingwistyką i naukami humanistycznymi. W latach 1955–1960 był prezesem Royal Society, równocześnie piastując to samo stanowisko w Classical Society. Laureat Medalu Copleya.
W 1964 przeszedł na emeryturę i przeniósł się do Imperial College London.